# Giuseppe Wilson
Giuseppe Wilson (Darlington, Anglia, 1945. október 27. – 2022. március 6.) válogatott olasz labdarúgó, hátvéd.

## Pályafutása

### Klubcsapatban
Az Internapoli korosztályos csapatában kezdte a labdarúgást. 1962-ben mutatkozott be a negyedosztályban szereplő Cirio első csapatában. 1964-ben visszatért nevelő egyesületéhez. 1969-ben igazolta le az élvonalbeli Lazio, ahol tagja volt az 1973–74-es bajnokcsapatnak. 1978-ban az amerikai Cosmos labdarúgója volt és tagja volt a bajnokcsapatnak. Majd visszatért a Laziohoz, ahol 1980-ig játszott, majd abbahagyta az aktív labdarúgást.

### A válogatottban
1974-ben három alkalommal szerepelt az olasz válogatottban. Tagja volt az 1974-es világbajnokságon részt vevő csapatnak.

## Sikerei, díjai
Lazio
- Olasz bajnokság (Serie A)
  - bajnok: 1973–74

 New York Cosmos
- Észak-amerikai bajnokság (NASL)
  - bajnok: 1978